# Giorgos Valavanidis
Giorgos Valavanidis (en griego: Γιώργος Βαλαβανίδης; Böblingen, Alemania Federal; 16 de febrero de 1974 – Salónica, Grecia; 12 de noviembre de 2024) fue un baloncestista griego nacido en Alemania que jugó en la posición de pívot.

## Carrera

### Club
| Periodo   | Club                  |
| --------- | --------------------- |
| 1990–1994 | PAOK BC               |
| 1994–2000 | MENT BC               |
| 2000–2001 | Xanthi BC             |
| 2001–2003 | Kolossos Rodou BC     |
| 2003–2004 | Nikopoli Preveza BC   |
| 2004–2006 | Panorama BC           |
| 2006–2007 | Aias Evosmou          |
| 2007–2008 | Apollon Kalamarias BC |
| 2008–2009 | AS Asvestohoriou      |
| 2009–2010 | Apollon Kalamarias BC |

### Selección nacional
Valavanidis fue finalista en el Campeonato Europeo de Baloncesto Masculino Sub-16 y semifinalista en el Campeonato Europeo de Baloncesto Masculino Sub-18 de 1992.

## Vida personal y muerte
En 2010, tras retirarse como jugador, regresó al PAOK para ser entrenador en la academia del club.
Murió en Salónica el 12 de noviembre de 2024 a los 50 años a causa de un ataque cardíaco.

## Logros
- Copa Saporta (1): 1991
- Copa Korać (1): 1994
- A1 Ethniki (1): 1992